# Краснівка (зупинний пункт)
Красні́вка — пасажирський залізничний зупинний пункт Жмеринської дирекції Південно-Західної залізниці на електрифікованій лінії Жмеринка — Журавлівка між станціями Ярошенка (8 км) та Рахни (13 км). Розташований на околиці села Краснянка Вінницького району Вінницької області.

## Пасажирське сполучення
На платформі Краснівка зупиняться приміські поїзди сполученням Жмеринка — Рахни / Вапнярка
На станції Вапнярка існує узгоджена пересадка на приміські електропоїзди до Подільська, Одеси, а також Христинівки (через Ладижин, Зятківці).
На станції Жмеринка є можливість пересадки на приміські електропоїзди до: Козятина І (через Гнівань, Вінницю, Калинівку), Києва, Підволочиська (через Сербинівці, Дубки, Радівці, Комарівці, Деражню, Богданівці, Хмельницький, Гречани, Волочиськ), Могилева-Подільського (через Бар, Митки, Котюжани, Вендичани).
На станціях Рахни, Ярошенка, Жмеринка, Вапнярка є можливість здійснити посадку на пасажирські поїзди далекого сполучення.